# Fallus

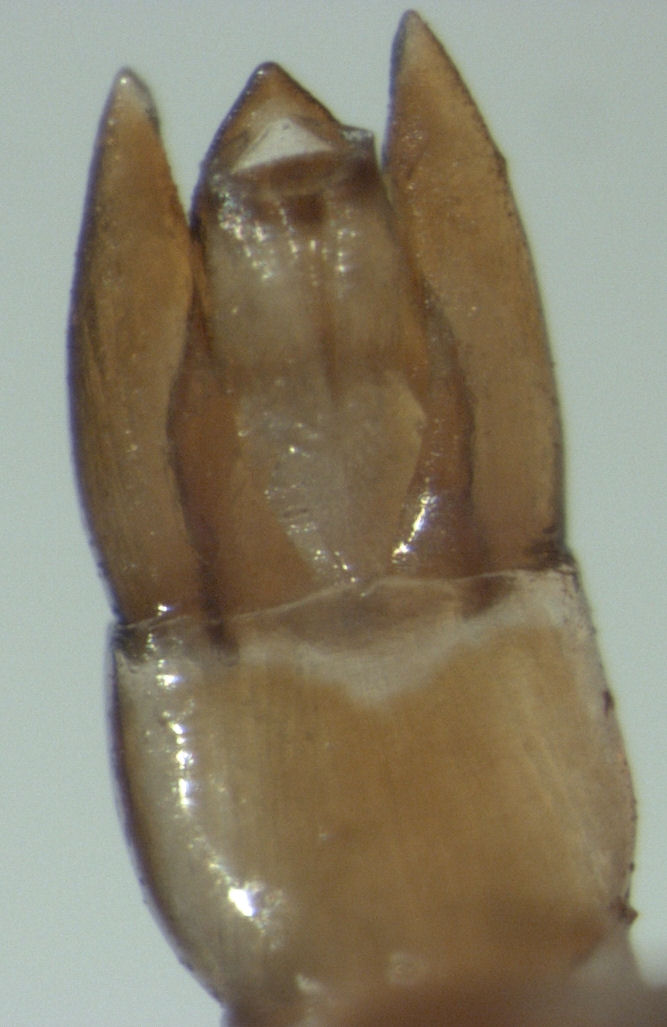
Edeagus samca Tormissus linsi

Fallus (łac. phallus) – środkowy narząd kopulacyjny samców niektórych stawonogów, głównie owadów, obejmujący fallobazę, edeagus, endofallus i inne wyrostki, występujące na fallobazie lub edeagusie. Fallus jest narządem nieparzystym z wyjątkiem pierwogonków (u których określany jest jako phalli), jętek i skorków (penes). Termin „fallus” czasami używany jest przez entomologów jako pojęcie zastępcze dla edeagusa lub penisa. Zastępcze używanie pojęcia fallus na określenie edeagusa jest niepoprawne. Penis u owadów jest rozmaicie definiowany i przypisywany różnym częściom genitaliów, np.:
- penis accessorius (vomer subanalis) – ruchoma, zesklerytyzowana struktura, występująca na dziesiątym segmencie odwłoka u straszyków;
- penis bipartitus – dwudzielny penis jętek.